# Papilio caiguanabus
Papilio caiguanabus là một loài bướm thuộc họ Papilionidae. Nó là loài đặc hữu của Cuba.

## Hình ảnh

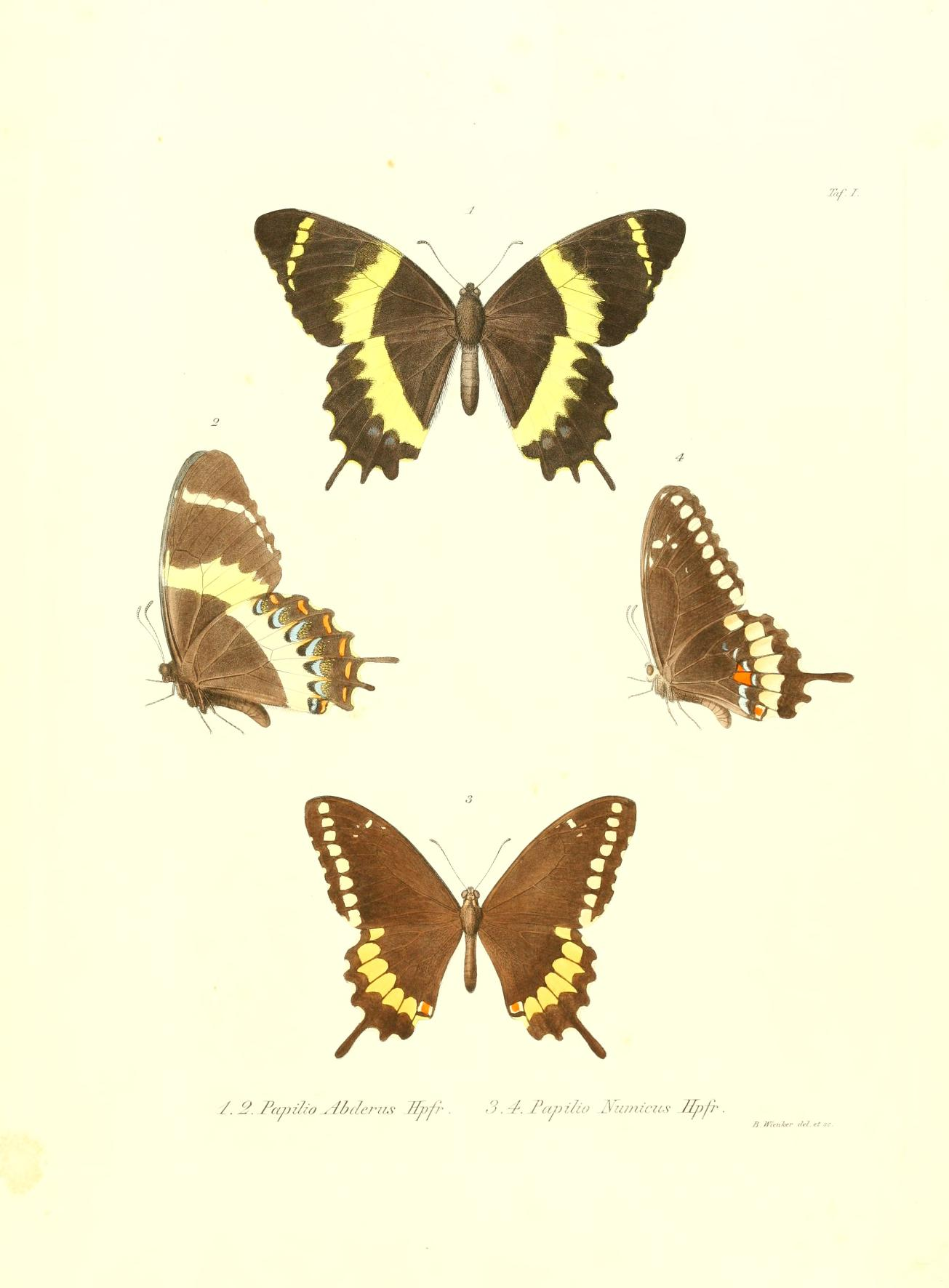
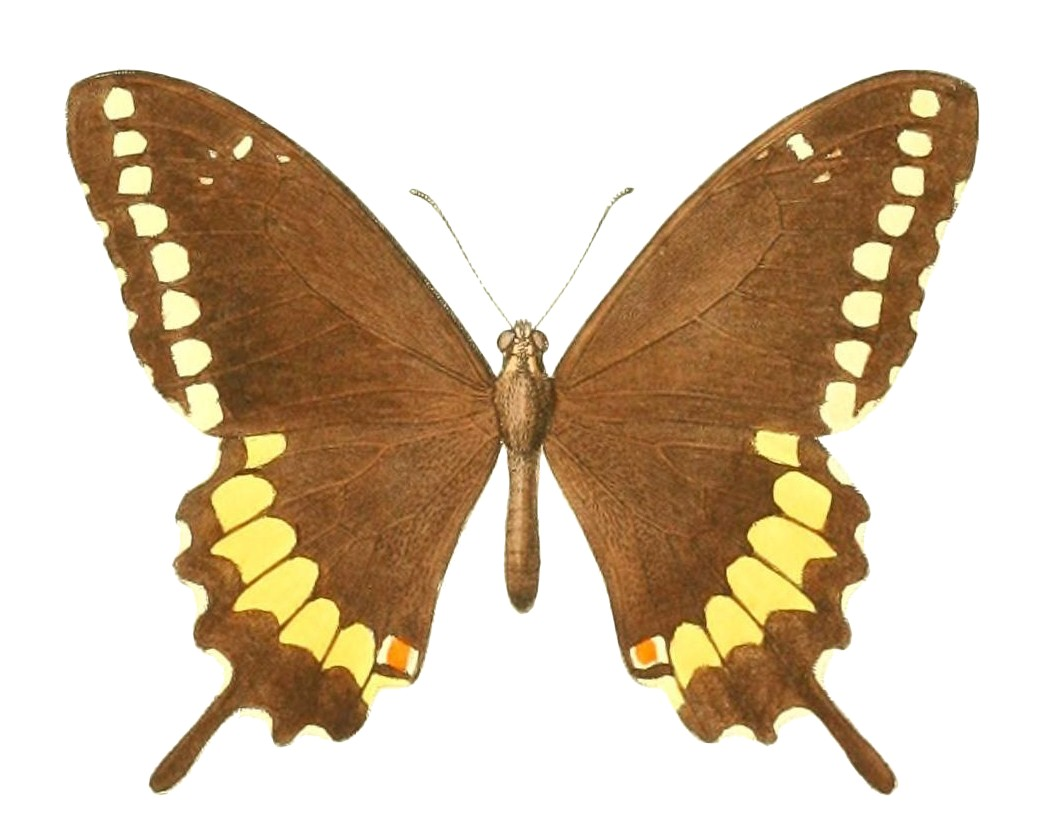
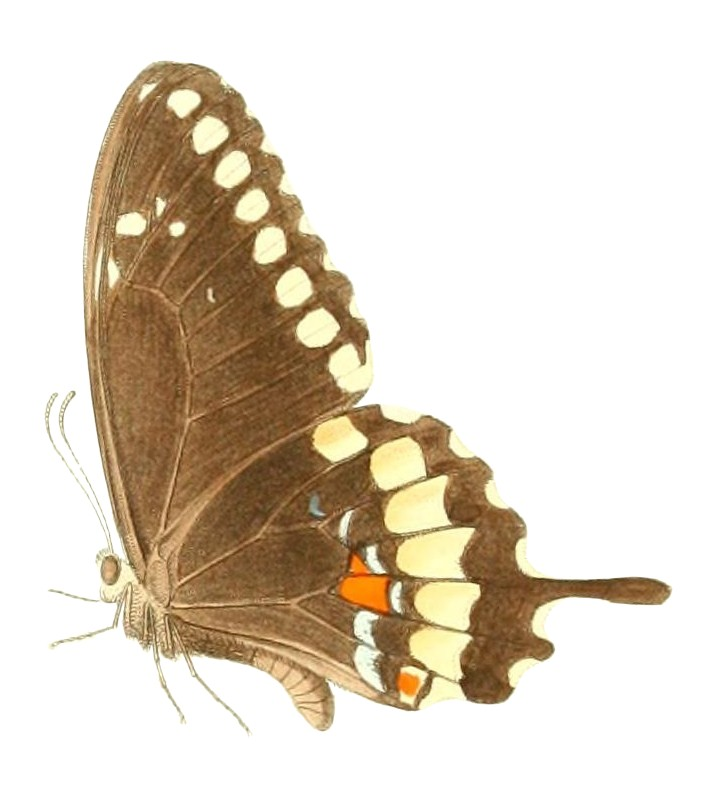